# 1979 100 legnagyobb slágere
Ez a lista a Billboard magazin első Hot 100 zenéjét tartalmazza 1979-ből.

## A lista
| №   | Cím                                         | Előadó                             |
| --- | ------------------------------------------- | ---------------------------------- |
| 1   | My Sharona                                  | The Knack                          |
| 2   | Bad Girls                                   | Donna Summer                       |
| 3   | Le Freak                                    | Chic                               |
| 4   | Da Ya Think I'm Sexy?                       | Rod Stewart                        |
| 5   | Reunited                                    | Peaches & Herb                     |
| 6   | I Will Survive                              | Gloria Gaynor                      |
| 7   | Hot Stuff                                   | Donna Summer                       |
| 8   | Y.M.C.A.                                    | Village People                     |
| 9   | Ring My Bell                                | Anita Ward                         |
| 10  | Sad Eyes                                    | Robert John                        |
| 11  | Too Much Heaven                             | Bee Gees                           |
| 12  | MacArthur Park                              | Donna Summer                       |
| 13  | When You're in Love with a Beautiful Woman  | Dr. Hook                           |
| 14  | Makin' It                                   | David Naughton                     |
| 15  | The Fire                                    | The Pointer Sisters                |
| 16  | Tragedy                                     | Bee Gees                           |
| 17  | A Little More Love                          | Olivia Newton-John                 |
| 18  | Heart of Glass                              | Blondie                            |
| 19  | What a Fool Believes                        | The Doobie Brothers                |
| 20  | Good Times                                  | Chic                               |
| 21  | You Don't Bring Me Flowers                  | Neil Diamond & Barbra Streisand    |
| 22  | Knock on Wood                               | Amii Stewart                       |
| 23  | Stumblin' In                                | Suzi Quatro & Chris Norman         |
| 24  | Lead Me On                                  | Maxine Nightingale                 |
| 25  | Shake Your Body (Down to the Ground)        | The Jacksons                       |
| 26  | Don't Cry Out Loud                          | Melissa Manchester                 |
| 27  | The Logical Song                            | Supertramp                         |
| 28  | My Life                                     | Billy Joel                         |
| 29  | Just When I Needed You Most                 | Randy VanWarmer                    |
| 30  | You Can't Change That                       | Raydio                             |
| 31  | Shake Your Groove Thing                     | Peaches & Herb                     |
| 32  | I'll Never Love This Way Again              | Dionne Warwick                     |
| 33  | Love You Inside Out                         | Bee Gees                           |
| 34  | I Want You to Want Me                       | Cheap Trick                        |
| 35  | The Main Event/Fight                        | Barbra Streisand                   |
| 36  | Mama Can't Buy You Love                     | Elton John                         |
| 37  | I Was Made for Dancin'                      | Leif Garrett                       |
| 38  | After the Love Has Gone                     | Earth, Wind & Fire                 |
| 39  | Heaven Knows                                | Donna Summer and Brooklyn Dreams   |
| 40  | The Gambler                                 | Kenny Rogers                       |
| 41  | Lotta Love                                  | Nicolette Larson                   |
| 42  | Lady                                        | Little River Band                  |
| 43  | Heaven Must Have Sent You                   | Bonnie Pointer                     |
| 44  | Hold the Line                               | Toto                               |
| 45  | He's The Greatest Dancer                    | Sister Sledge                      |
| 46  | Sharing the Night Together                  | Dr. Hook & The Medicine Show       |
| 47  | She Believes in Me                          | Kenny Rogers                       |
| 48  | In the Navy                                 | Village People                     |
| 49  | Music Box Dancer                            | Frank Mills                        |
| 50  | The Devil Went Down to Georgia              | The Charlie Daniels Band           |
| 51  | Gold                                        | John Stewart                       |
| 52  | Goodnight Tonight                           | Wings                              |
| 53  | We Are Family                               | Sister Sledge                      |
| 54  | Rock 'n' Roll Fantasy                       | Bad Company                        |
| 55  | Every 1's a Winner                          | Hot Chocolate                      |
| 56  | Take Me Home                                | Cher                               |
| 57  | Boogie Wonderland                           | Earth, Wind & Fire & The Emotions  |
| 58  | (Our Love) Don't Throw It All Away          | Andy Gibb                          |
| 59  | What You Won't Do for Love                  | Bobby Caldwell                     |
| 60  | New York Groove                             | Ace Frehley                        |
| 61  | Sultans of Swing                            | Dire Straits                       |
| 62  | I Want Your Love                            | Chic                               |
| 63  | Chuck E.'s In Love                          | Rickie Lee Jones                   |
| 64  | I Love the Nightlife                        | Alicia Bridges                     |
| 65  | Ain't No Stoppin' Us Now                    | McFadden & Whitehead               |
| 66  | Lonesome Loser                              | Little River Band                  |
| 67  | Renegade                                    | Styx                               |
| 68  | Love Is the Answer                          | England Dan & John Ford Coley      |
| 69  | Got to Be Real                              | Cheryl Lynn                        |
| 70  | Born to Be Alive                            | Patrick Hernandez                  |
| 71  | Shine a Little Love                         | Electric Light Orchestra           |
| 72  | I Just Fall in Love Again                   | Anne Murray                        |
| 73  | Shake It                                    | Ian Matthews                       |
| 74  | I Was Made for Lovin' You                   | KISS                               |
| 75  | I Just Wanna Stop                           | Gino Vannelli                      |
| 76  | Disco Nights (Rock-Freak)                   | GQ                                 |
| 77  | Ooo Baby Baby                               | Linda Ronstadt                     |
| 78  | September                                   | Earth, Wind & Fire                 |
| 79  | Time Passages                               | Al Stewart                         |
| 80  | Rise                                        | Herb Alpert                        |
| 81  | Don't Bring Me Down                         | Electric Light Orchestra           |
| 82  | Promises                                    | Eric Clapton                       |
| 83  | Get Used to It                              | Roger Voudouris                    |
| 84  | How Much I Feel                             | Ambrosia                           |
| 85  | Suspicions                                  | Eddie Rabbitt                      |
| 86  | You Take My Breath Away                     | Rex Smith                          |
| 87  | How You Gonna See Me Now                    | Alice Cooper                       |
| 88  | Double Vision                               | Foreigner                          |
| 89  | Everytime I Think of You                    | The Babys                          |
| 90  | I Got My Mind Made Up (You Can Get It Girl) | Instant Funk                       |
| 91  | Don’t Stop ‘til You Get Enough              | Michael Jackson                    |
| 92  | Bad Case of Loving You (Doctor, Doctor)     | Robert Palmer                      |
| 93  | Somewhere in the Night                      | Barry Manilow                      |
| 94  | We've Got Tonight                           | Bob Seger & The Silver Bullet Band |
| 95  | Dance the Night Away                        | Van Halen                          |
| 96  | Dancin' Shoes                               | Nigel Olsson                       |
| 97  | The Boss                                    | Diana Ross                         |
| 98  | Sail On                                     | Commodores                         |
| 99  | I Do Love You                               | GQ                                 |
| 100 | Strange Way                                 | Firefall                           |